# Hellelujah
Hellelujah – szósty album studyjny amerykańskiej grupy muzycznej Drowning Pool.

## Lista utworów
| Nr  | Tytuł utworu        | Długość |
| --- | ------------------- | ------- |
| 1.  | „Push”              | 3:13    |
| 2.  | „By the Blood”      | 3:27    |
| 3.  | „Drop”              | 3:41    |
| 4.  | „Hell to Pay”       | 4:01    |
| 5.  | „We Are the Devil”  | 4:05    |
| 6.  | „Snake Charmer”     | 3:47    |
| 7.  | „My Own Way”        | 3:33    |
| 8.  | „Goddamn Vultures”  | 3:53    |
| 9.  | „Another Name”      | 3:41    |
| 10. | „Sympathy Depleted” | 3:31    |
| 11. | „Stomping Ground”   | 3:40    |
| 12. | „Meet the Bullet”   | 4:00    |
| 13. | „All Saints Day”    | 4:19    |
|     |                     | 48:51   |

## Twórcy
- Jasen Moreno – śpiew
- C.J. Pierce – gitara
- Stevie Benton – gitara basowa
- Mike Luce – perkusja